# Takashi Miyazawa
Takashi Miyazawa (jap. 宮澤 崇史, Miyazawa Takashi; * 27. Februar 1978 in Nagano, Präfektur Nagano) ist ein ehemaliger japanischer Radrennfahrer.

## Karriere
Miyazawa begann seine Karriere 2003 bei dem Radsportteam Bridgestone-Anchor. Während seiner Laufbahn gewann er verschiedene Straßenradrennen des internationalen Kalenders, darunter zweimal die Gesamtwertung der Tour de Hokkaidō. 2007 wurde er asiatischer und  2010 japanischer Straßenmeister. Miyazawa vertrat sein Land bei den Olympischen Sommerspielen 2008 und wurde 85. im Straßenrennen. 2011 fuhr er für das italienische Professional Continental Team Farnese Vini-Neri Sottoli und erreichte mit Platz fünf bei Paris-Brüssel, einem Eintagesrennen der hors categorie seine beste Platzierung in einem wichtigen Rennen des europäischen Kalenders. 2012 und 2013 fuhr er für das dänische ProTeam Saxo-Tinkoff. Ende der Saison 2014 beendete er seine Karriere.

## Erfolge
2006
- eine Etappe Tour of Siam
- eine Etappe Tour de Hokkaidō
- Tour de Okinawa

2007
- eine Etappe Japan-Rundfahrt
- Asienmeister – Straßenrennen
- Tour de Okinawa

2008
- Gesamtwertung Tour de Hokkaidō

2009
- Gesamtwertung, eine Etappe und Prolog Tour de Hokkaidō

2010
- zwei Etappen Tour de Taiwan
- eine Etappe Kumamoto International Road Race
- Japanischer Meister – Straßenrennen
- eine Etappe Vuelta Ciclista a León
- Asienspiele 2010 – Straßenrennen

## Teams
- 2003 Bridgestone-Anchor
- 2004 Bridgestone-Anchor
- 2005 Bridgestone-Anchor
- 2006 Cycle Racing Team Vang
- 2007 Nippo-Meitan Hompo
- 2008 Meitan Hompo-GDR
- 2009 Amica Chips-Knauf (bis 16.07.)
- 2009 EQA-Meitan Hompo-Graphite Design (ab 17.07.)
- 2010 Team Nippo
- 2011 Farnese Vini-Neri Sottoli
- 2012 Team Saxo Bank-Tinkoff Bank
- 2013 Team Saxo-Tinkoff
- 2014 Vini Fantini Nippo